# Échangeur de Gâtignolle
 (juin 2025).
Motif : Pas de sources. Voir Discussion:Échangeur de Shimukappu/Admissibilité.
- Archive Wikiwix
- Bing
- Cairn
- DuckDuckGo
- E. Universalis
- Gallica
- Google
- G. Books
- G. News
- G. Scholar
- Persée
- Qwant
- (zh) Baidu
- (ru) Yandex
- (wd) trouver des œuvres sur Wikidata

| 1. | Préciser le motif de la pose du bandeau. | Précisez le motif de la pose du bandeau en utilisant la syntaxe suivante : {{admissibilité à vérifier\|date=juin 2025\|motif=remplacez ce texte par le motif}}                               |
| 2. | Informer les utilisateurs concernés.     | Pensez à avertir le créateur de l'article, par exemple, en insérant le code ci-dessous sur sa page de discussion : {{subst:avertissement admissibilité à vérifier\|Échangeur de Gâtignolle}} |

L'échangeur de Gâtignolle est un échangeur autoroutier situé à Écouflant au nord-est d'Angers (Maine-et-Loire), créé dans les années 1980 et réaménagé en 2014. Quotidiennement traversé par 60 000 véhicules, il est composé d'un ensemble de bretelles et d'un giratoire. 
Il est construit à l'origine sous la forme classique d'un trèfle à 4 feuilles. Il a été réaménagé en juin 2014 pour fluidifier le trafic sur la rocade d'Angers en assurant une continuité Ouest-Sud (Angers - sud Loire) avec des bretelles à deux voies.

## Axes concernés
- l'Autoroute A11 reliant Paris à Nantes ;
- l'Autoroute A87 reliant Angers à La Roche-sur-Yon ;
- la route RD 52 vers Tiercé (sortie 14) ;
- la route RD 50 vers Écouflant (sortie 14).

## Dessertes
- ZI d'Écouflant ;
- Quartier d'Éventard ;
- Parc des expositions d'Angers.